# フランク・ロイド・ライトに捧げる歌
「フランク・ロイド・ライトに捧げる歌」（原題： So Long, Frank Lloyd Wright）は、サイモン&ガーファンクルが1970年に発表した楽曲。

## 概要
フランク・ロイド・ライトはアメリカ合衆国の著名な建築家で、1867年に生まれ1959年に没した。アート・ガーファンクルはコロンビア大学在籍中に建築学を専攻しており、ガーファンクルが語るところによれば、彼自身がポール・サイモンにフランク・ロイド・ライトについての歌を書いてくれないかと頼んだという。サイモンはライトがどんな人物か知らなかったが注文通り本作品を書き上げた。
1970年1月26日発売のアルバム『明日に架ける橋』に収録された。曲の構成、ギターとフルートの演奏スタイルなどにボサノヴァの影響が見られる。リード・ボーカルはガーファンクルで、ブリッジのみサイモンが歌っている。
アルバムに収められた「ニューヨークの少年」と同様、サイモンからガーファンクルに向けた別離のメッセージと解釈されることが多い。
「so long」という言葉が何度も繰り返されて曲はフェイドアウトしていく。その途中で思い余ったサイモンの「So long already, Artie! （さよならはもういいから、アーティ！）」という声が挿入されている。